# Nor-Am Cup 2020
La Nor-Am Cup 2020 è stata la 43ª edizione della manifestazione organizzata dalla Federazione Internazionale Sci; ha avuto inizio il 19 novembre 2019 a Copper Mountain, negli Stati Uniti, e si è conclusa il 14 febbraio 2020 a Park City, negli Stati Uniti.
In campo maschile sono state disputate 24 delle 31 gare in programma (2 discese libere, 4 supergiganti, 7 slalom giganti, 7 slalom speciali, 2 combinate, 2 slalom paralleli), in 8 diverse località. Lo statunitense Bridger Gile si è aggiudicato sia la classifica generale, sia quelle di slalom gigante e di combinata; i canadesi Cameron Alexander e Jeffrey Read hanno vinto a pari merito la classifica di discesa libera, gli statunitensi Kyle Negomir e Benjamin Ritchie rispettivamente quelle di supergigante e di slalom speciale. Negomir era il detentore uscente della Coppa generale.
In campo femminile sono state disputate 23 delle 31 gare in programma (2 discese libere, 4 supergiganti, 6 slalom giganti, 7 slalom speciali, 2 combinate, 2 slalom paralleli), in 9 diverse località. La statunitense Keely Cashman si è aggiudicata sia la classifica generale, sia quella di discesa libera; le sue connazionali Isabella Wright, Lila Lapanja e Storm Klomhaus hanno vinto rispettivamente quelle di supergigante, di slalom speciale e di combinata, l'olandese Adriana Jelínková quella di slalom gigante. La statunitense Nina O'Brien era la detentrice uscente della Coppa generale.

## Uomini

### Risultati
| Data             | Località           | Nazione     | Spec. | Primo             | Secondo                         | Terzo                |
| ---------------- | ------------------ | ----------- | ----- | ----------------- | ------------------------------- | -------------------- |
| 21 novembre 2019 | Copper Mountain    | Stati Uniti | SL    | AJ Ginnis         | Sandy Vietze                    | Bjørn Brudevoll      |
| 22 novembre 2019 | Copper Mountain    | Stati Uniti | SL    | Asher Jordan      | Stefan Luitz                    | Sandy Vietze         |
| 11 dicembre 2019 | Lake Louise        | Canada      | DH    | Jeffrey Read      | Cameron Alexander               | Kyle Alexander       |
| 12 dicembre 2019 | Lake Louise        | Canada      | DH    | Cameron Alexander | Jeffrey Read                    | Sam Morse            |
| 13 dicembre 2019 | Lake Louise        | Canada      | SG    | James Crawford    | Kyle Negomir                    | Brodie Seger         |
| 16 dicembre 2019 | Nakiska            | Canada      | SG    | Jeffrey Read      | Kyle Negomir                    | Riley Seger          |
| 16 dicembre 2019 | Nakiska            | Canada      | KB    | Jeffrey Read      | Bridger Gile                    | Louis Muhlen-Schulte |
| 18 dicembre 2019 | Nakiska            | Canada      | GS    | Maarten Meiners   | Stefano Baruffaldi              | Tanguy Nef           |
| 19 dicembre 2019 | Nakiska            | Canada      | SL    | Jeffrey Read      | Sandy Vietze                    | Alex Leever          |
| 20 dicembre 2019 | Nakiska            | Canada      | SL    | Benjamin Ritchie  | Jeffrey Read                    | Asher Jordan         |
| 5 gennaio 2020   | Burke Mountain     | Stati Uniti | GS    | Bastian Meisen    | Fabian Gratz                    | Brodie Seger         |
| 6 gennaio 2020   | Stowe/Spruce Peak  | Stati Uniti | GS    | Bastian Meisen    | Fabian Gratz                    | Stefano Baruffaldi   |
| 7 gennaio 2020   | Stowe/Spruce Peak  | Stati Uniti | GS    | Brodie Seger      | Stefano Baruffaldi              | James Crawford       |
| 8 gennaio 2020   | Stowe/Spruce Peak  | Stati Uniti | SL    | Benjamin Ritchie  | Erik Arvidsson Declan McCormack |                      |
| 3 febbraio 2020  | Mont-Édouard       | Canada      | SL    | AJ Ginnis         | Benjamin Ritchie                | Simon Fournier       |
| 4 febbraio 2020  | Mont-Édouard       | Canada      | SL    | Jett Seymour      | Simon Fournier                  | Bridger Gile         |
| 5 febbraio 2020  | Mont-Édouard       | Canada      | GS    | River Radamus     | Kyle Negomir                    | Erik Arvidsson       |
| 6 febbraio 2020  | Mont-Édouard       | Canada      | GS    | George Steffey    | River Radamus                   | Asher Jordan         |
| 7 febbraio 2020  | Mont-Édouard       | Canada      | PR    | Jeffrey Read      | George Steffey                  | Jimmy Krupka         |
| 10 febbraio 2020 | Whiteface Mountain | Stati Uniti | SG    | Jimmy Krupka      | River Radamus                   | Bridger Gile         |
| 11 febbraio 2020 | Whiteface Mountain | Stati Uniti | SG    | Sam Mulligan      | Riley Seger                     | River Radamus        |
| 11 febbraio 2020 | Whiteface Mountain | Stati Uniti | KB    | Bridger Gile      | River Radamus                   | Isaiah Nelson        |
| 13 febbraio 2020 | Whiteface Mountain | Stati Uniti | GS    | Bridger Gile      | Riley Seger                     | Drew Duffy           |
| 14 febbraio 2020 | Park City          | Stati Uniti | PR    | Jett Seymour      | Benjamin Ritchie                | AJ Ginnis            |
| 19 marzo 2020    | Panorama           | Canada      | DH    | annullata         | annullata                       | annullata            |
| 20 marzo 2020    | Panorama           | Canada      | DH    | annullata         | annullata                       | annullata            |
| 21 marzo 2020    | Panorama           | Canada      | SG    | annullata         | annullata                       | annullata            |
| 22 marzo 2020    | Panorama           | Canada      | KB    | annullata         | annullata                       | annullata            |
| 22 marzo 2020    | Panorama           | Canada      | SG    | annullata         | annullata                       | annullata            |
| 23 marzo 2020    | Panorama           | Canada      | SL    | annullata         | annullata                       | annullata            |
| 24 marzo 2020    | Panorama           | Canada      | GS    | annullata         | annullata                       | annullata            |

Legenda:

DH = discesa libera

SG = supergigante

GS = slalom gigante

SL = slalom speciale

KB = combinata

PR = slalom parallelo

### Classifiche

#### Generale
| Pos. | Nome             | Nazione     | Punti |
| ---- | ---------------- | ----------- | ----- |
| 1    | Bridger Gile     | Stati Uniti | 994   |
| 2    | Jeffrey Read     | Canada      | 863   |
| 3    | Kyle Negomir     | Stati Uniti | 723   |
| 4    | Sam Mulligan     | Canada      | 589   |
| 5    | George Steffey   | Stati Uniti | 555   |
| 6    | River Radamus    | Stati Uniti | 547   |
| 7    | Riley Seger      | Canada      | 519   |
| 8    | Benjamin Ritchie | Stati Uniti | 510   |
| 9    | Asher Jordan     | Canada      | 503   |
| 10   | Jimmy Krupka     | Stati Uniti | 454   |

#### Discesa libera
| Pos. | Nome              | Nazione     | Punti |
| ---- | ----------------- | ----------- | ----- |
| 1    | Cameron Alexander | Canada      | 180   |
| 1    | Jeffrey Read      | Canada      | 180   |
| 3    | Kyle Alexander    | Canada      | 110   |
| 3    | Sam Morse         | Stati Uniti | 110   |
| 5    | Wiley Maple       | Stati Uniti | 77    |

#### Supergigante
| Pos. | Nome         | Nazione     | Punti |
| ---- | ------------ | ----------- | ----- |
| 1    | Kyle Negomir | Stati Uniti | 250   |
| 2    | Riley Seger  | Canada      | 225   |
| 3    | Jimmy Krupka | Stati Uniti | 202   |
| 4    | Sam Mulligan | Canada      | 201   |
| 5    | Bridger Gile | Stati Uniti | 168   |

#### Slalom gigante
| Pos. | Nome               | Nazione     | Punti |
| ---- | ------------------ | ----------- | ----- |
| 1    | Bridger Gile       | Stati Uniti | 302   |
| 2    | George Steffey     | Stati Uniti | 260   |
| 3    | Riley Seger        | Canada      | 254   |
| 4    | Stefano Baruffaldi | Italia      | 242   |
| 5    | River Radamus      | Stati Uniti | 230   |

#### Slalom speciale
| Pos. | Nome             | Nazione     | Punti |
| ---- | ---------------- | ----------- | ----- |
| 1    | Benjamin Ritchie | Stati Uniti | 480   |
| 2    | Jett Seymour     | Stati Uniti | 357   |
| 3    | AJ Ginnis        | Stati Uniti | 350   |
| 4    | Bridger Gile     | Stati Uniti | 313   |
| 5    | Jeffrey Read     | Canada      | 302   |

#### Combinata
| Pos. | Nome            | Nazione     | Punti |
| ---- | --------------- | ----------- | ----- |
| 1    | Bridger Gile    | Stati Uniti | 180   |
| 2    | Jeffrey Read    | Canada      | 100   |
| 3    | Jamie Casselman | Canada      | 90    |
| 4    | River Radamus   | Stati Uniti | 80    |
| 5    | Sam Mulligan    | Canada      | 72    |

## Donne

### Risultati
| Data             | Località           | Nazione     | Spec. | Primo                          | Secondo               | Terzo                 |
| ---------------- | ------------------ | ----------- | ----- | ------------------------------ | --------------------- | --------------------- |
| 19 novembre 2019 | Copper Mountain    | Stati Uniti | SL    | Lila Lapanja                   | Foreste Peterson      | Keely Cashman         |
| 20 novembre 2019 | Copper Mountain    | Stati Uniti | SL    | Lila Lapanja                   | Keely Cashman         | Andrea Komšić         |
| 11 dicembre 2019 | Lake Louise        | Canada      | DH    | Keely Cashman                  | Stefanie Fleckenstein | Isabella Wright       |
| 12 dicembre 2019 | Lake Louise        | Canada      | DH    | Alix Wilkinson                 | Keely Cashman         | Isabella Wright       |
| 13 dicembre 2019 | Lake Louise        | Canada      | SG    | Keely Cashman                  | Alix Wilkinson        | Lauren Macuga         |
| 16 dicembre 2019 | Nakiska            | Canada      | SG    | Isabella Wright                | Patricia Mangan       | Storm Klomhaus        |
| 16 dicembre 2019 | Nakiska            | Canada      | KB    | Keely Cashman                  | Storm Klomhaus        | Patricia Mangan       |
| 17 dicembre 2019 | Nakiska            | Canada      | GS    | Foreste Peterson               | Keely Cashman         | Andrea Komšić         |
| 18 dicembre 2019 | Nakiska            | Canada      | GS    | annullata                      | annullata             | annullata             |
| 19 dicembre 2019 | Nakiska            | Canada      | SL    | Amelia Smart                   | Andrea Komšić         | Lila Lapanja          |
| 20 dicembre 2019 | Nakiska            | Canada      | SL    | Katie Hensien                  | Amelia Smart          | Andrea Komšić         |
| 2 gennaio 2020   | Burke Mountain     | Stati Uniti | GS    | Adriana Jelínková              | Mikaela Tommy         | Andrea Komšić         |
| 3 gennaio 2020   | Burke Mountain     | Stati Uniti | GS    | Adriana Jelínková              | Mikaela Tommy         | Nina O'Brien          |
| 4 gennaio 2020   | Burke Mountain     | Stati Uniti | SL    | Nina O'Brien                   | Adriana Jelínková     | Resi Stiegler         |
| 4 febbraio 2020  | Georgian Peaks     | Canada      | GS    | A J Hurt                       | Alex Tilley           | Adriana Jelínková     |
| 5 febbraio 2020  | Georgian Peaks     | Canada      | GS    | Alex Tilley                    | Nina O'Brien          | Paula Moltzan         |
| 6 febbraio 2020  | Osler Bluff        | Canada      | SL    | Ali Nullmeyer                  | Roni Remme            | Katie Hensien         |
| 7 febbraio 2020  | Osler Bluff        | Canada      | SL    | Roni Remme                     | Ali Nullmeyer         | Paula Moltzan         |
| 8 febbraio 2020  | Craigleith         | Canada      | PR    | Roni Remme                     | Adriana Jelínková     | Stefanie Fleckenstein |
| 10 febbraio 2020 | Whiteface Mountain | Stati Uniti | SG    | Patricia Mangan                | Isabella Wright       | Keely Cashman         |
| 10 febbraio 2020 | Whiteface Mountain | Stati Uniti | KB    | Storm Klomhaus Patricia Mangan |                       | Keely Cashman         |
| 11 febbraio 2020 | Whiteface Mountain | Stati Uniti | SG    | Patricia Mangan                | Isabella Wright       | Sarah Bennett         |
| 12 febbraio 2020 | Whiteface Mountain | Stati Uniti | GS    | A J Hurt                       | Adriana Jelínková     | Patricia Mangan       |
| 14 febbraio 2020 | Park City          | Stati Uniti | PR    | Foreste Peterson               | Storm Klomhaus        | A J Hurt              |
| 19 marzo 2020    | Panorama           | Canada      | DH    | annullata                      | annullata             | annullata             |
| 20 marzo 2020    | Panorama           | Canada      | DH    | annullata                      | annullata             | annullata             |
| 21 marzo 2020    | Panorama           | Canada      | KB    | annullata                      | annullata             | annullata             |
| 21 marzo 2020    | Panorama           | Canada      | SG    | annullata                      | annullata             | annullata             |
| 22 marzo 2020    | Panorama           | Canada      | SG    | annullata                      | annullata             | annullata             |
| 23 marzo 2020    | Panorama           | Canada      | GS    | annullata                      | annullata             | annullata             |
| 24 marzo 2020    | Panorama           | Canada      | SL    | annullata                      | annullata             | annullata             |

Legenda:

DH = discesa libera

SG = supergigante

GS = slalom gigante

SL = slalom speciale

KB = combinata

PR = slalom parallelo

### Classifiche

#### Generale
| Pos. | Nome                  | Nazione     | Punti |
| ---- | --------------------- | ----------- | ----- |
| 1    | Keely Cashman         | Stati Uniti | 1150  |
| 2    | Patricia Mangan       | Stati Uniti | 781   |
| 3    | Stefanie Fleckenstein | Canada      | 717   |
| 4    | Lila Lapanja          | Stati Uniti | 612   |
| 5    | Andrea Komšić         | Croazia     | 609   |
| 6    | Adriana Jelínková     | Paesi Bassi | 603   |
| 7    | Isabella Wright       | Stati Uniti | 585   |
| 8    | Storm Klomhaus        | Stati Uniti | 565   |
| 9    | Foreste Peterson      | Stati Uniti | 538   |
| 10   | Katie Hensien         | Stati Uniti | 399   |

#### Discesa libera
| Pos. | Nome                  | Nazione     | Punti |
| ---- | --------------------- | ----------- | ----- |
| 1    | Keely Cashman         | Stati Uniti | 180   |
| 2    | Alix Wilkinson        | Stati Uniti | 150   |
| 3    | Stefanie Fleckenstein | Canada      | 130   |
| 4    | Isabella Wright       | Stati Uniti | 120   |
| 5    | Lauren Macuga         | Stati Uniti | 90    |

#### Supergigante
| Pos. | Nome                  | Nazione     | Punti |
| ---- | --------------------- | ----------- | ----- |
| 1    | Isabella Wright       | Stati Uniti | 310   |
| 2    | Patricia Mangan       | Stati Uniti | 280   |
| 3    | Keely Cashman         | Stati Uniti | 210   |
| 4    | Storm Klomhaus        | Stati Uniti | 155   |
| 5    | Stefanie Fleckenstein | Canada      | 141   |
| 5    | Claire Timmermann     | Canada      | 141   |

#### Slalom gigante
| Pos. | Nome              | Nazione     | Punti |
| ---- | ----------------- | ----------- | ----- |
| 1    | Adriana Jelínková | Paesi Bassi | 340   |
| 2    | Mikaela Tommy     | Canada      | 307   |
| 3    | Keely Cashman     | Stati Uniti | 241   |
| 4    | Andrea Komšić     | Croazia     | 233   |
| 5    | A J Hurt          | Stati Uniti | 222   |

#### Slalom speciale
| Pos. | Nome             | Nazione     | Punti |
| ---- | ---------------- | ----------- | ----- |
| 1    | Lila Lapanja     | Stati Uniti | 441   |
| 2    | Andrea Komšić    | Croazia     | 376   |
| 3    | Resi Stiegler    | Stati Uniti | 370   |
| 4    | Keely Cashman    | Stati Uniti | 359   |
| 5    | Katie Hensien    | Stati Uniti | 319   |
| 5    | Foreste Peterson | Stati Uniti | 319   |

#### Combinata
| Pos. | Nome                  | Nazione     | Punti |
| ---- | --------------------- | ----------- | ----- |
| 1    | Storm Klomhaus        | Stati Uniti | 180   |
| 2    | Keely Cashman         | Stati Uniti | 160   |
| 2    | Patricia Mangan       | Stati Uniti | 160   |
| 4    | Stefanie Fleckenstein | Canada      | 100   |
| 5    | Isabella Wright       | Stati Uniti | 77    |